# محمد نصیری (سیاستمدار)
محمد نصیری نمایندهٔ فردوس، طبس، سرایان و بشرویه در دوره دوازدهم مجلس شورای اسلامی است. وی با کسب ۲۵٬۹۴۳ رأی انتخاب و به مجلس راه یافت.